# Pseudopaludicola mystacalis
Pseudopaludicola mystacalis är en groddjursart som först beskrevs av Cope 1887.  Pseudopaludicola mystacalis ingår i släktet Pseudopaludicola och familjen Leiuperidae. IUCN kategoriserar arten globalt som livskraftig. Inga underarter finns listade i Catalogue of Life.